# 王静成
王静成（1963年—），江苏泰兴人，汉族，中华人民共和国政治人物、第十二届全国人民代表大会江苏地区代表。

## 生平
毕业于南通医学院医学系航海医学专业，加入中国国民党革命委员会。2006年，任江苏省苏北人民医院院长；2008年1月起，任扬州市政协副主席、全国人大代表。2013年，被选为全国人大代表。2018年2月24日，当选为第十三届全国人大代表。